# كارل غوستاف إم/45
```
كولسبروته بيستول إم/45
 (كبيست إم/45)، المعروف أيضًا باسم 
كارل غوستاف إم/45
 و
كيه السويدي
 إس إم جي، هو 
رشاش
 سويدي عيار 9 × 19 مم (SMG) صممه غونار جونسون، تم اعتماده في 1945 (ومن هنا جاءت تسميته إم/45)، وقد صُنع في كارل غوستافس ستادس غيفيرسفاكتوري في 
إسكيلستونا
، 
السويد
. كان إم/45 هو الرشاش القياسي 
للجيش السويدي
 من 1945 إلى 1965. حتى استبدل تدريجيًا في الخدمة السويدية ببنادق قتالية محدثة من طراز إيه كيه 4 وبنادق هجومية من طراز إيه كيه 5. كان آخر مستخدم رسمي للرشاش إم/45، هو 
الحرس الوطني السويدي
 (Hemvärnet)، تقاعد من الخدمة في أبريل 2007.
[
4
]
```

## المستخدمون
- الجزائر[5]
- جمهورية إفريقيا الوسطى: رشاشات بورسعيد المستخدمة في زائير سابقاً[6]
- مصر: مُصنع محلياً برخصة باسم رشاش بورسعيد والعقبة.[5]
- إستونيا: رابطة الدفاع الإستونية[7]
- إندونيسيا: مُصنع محلياً برخصة.[8]
- العراق: استخدم المقاومون العراقيون نسخة بورسعيد[9]
- أيرلندا:[10] استخدم الجيش الأيرلندي كارل غوستاف حتى استبدله بشتاير أوج.
- الأردن: نسخة بورسعيد[1]
- كاتانغا: أعداد صغيرة، أُسرت من قوات الأمم المتحدة
- باراغواي[5]
- السويد
- الولايات المتحدة[11]
- فيتنام الجنوبية: برنامج مجموعة الدفاع المدني غير النظامي[12] والجيش الفيتنامي الجنوبي[13]
- زائير: استخدمت نسخة بورسعيد[6]

## وصلات خارجية
- مقارنة نماذج رشاش كيه السويدي: نموذج إم/45 مقابل إم/45بي على يوتيوب (أسلحة منسية)